# Logarytm dziesiętny

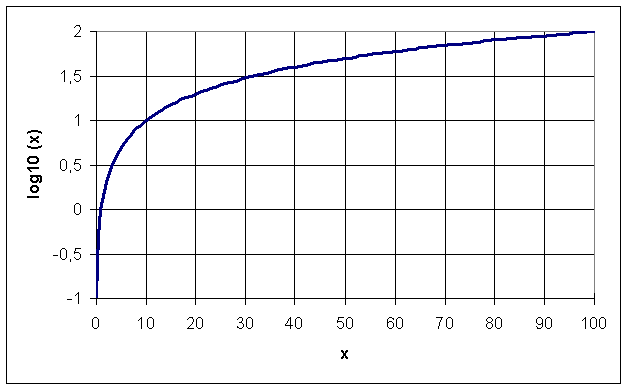
Wykres logarytmu dziesiętnego

Logarytm dziesiętny, briggsowski – logarytm o podstawie równej 10, oznaczany {\displaystyle \log _{10}} lub krócej {\displaystyle \log ,\lg }.
Został wprowadzony w 1614 roku przez angielskiego matematyka Henry’ego Briggsa.
Wartość logarytmu można przybliżać znając dziesiętny zapis danej liczby ze względu na własność:{\displaystyle \log _{10}(x\cdot 10^{k})=\log _{10}(x)+k,} wynikającą z elementarnych własności logarytmów.
Jeżeli {\displaystyle 1<x<10,} to {\displaystyle 0<\log _{10}(x)<1,} zatem błąd oszacowania jest nie większy niż 1, np.:
{\displaystyle 3<\log _{10}(1234)=\log _{10}(1,234\cdot 10^{3})=\log _{10}(1,234)+3<4,} gdy {\displaystyle \log _{10}(1234)\approx 3,091315.}